# Wilder Galliquio
Wilder Galliquio (Pisco, 25 de junio de 1981) es un exfutbolista peruano. Jugaba de defensa, tiene 44 años y es hermano menor del también futbolista John Galliquio. 

## Selección nacional
Fue internacional con la selección de fútbol del Perú en 1 ocasión.

## Clubes
| Club                      | País | Año         |
| ------------------------- | ---- | ----------- |
| Virgen de Chapi           | Perú | 2001 - 2002 |
| Universitario de Deportes | Perú | 2003 - 2004 |
| Sporting Cristal          | Perú | 2005        |
| José Gálvez               | Perú | 2006        |
| América Cochahuayco       | Perú | 2007        |
| Universitario de Deportes | Perú | 2007        |
| Total Clean               | Perú | 2008        |
| Total Chalaco             | Perú | 2009 - 2010 |
| Real Garcilaso            | Perú | 2011        |
| Juventud Bellavista       | Perú | 2012        |
| Sport Áncash              | Perú | 2013        |
| Walter Ormeño             | Perú | 2014        |

## Palmarés

### Campeonatos nacionales
| Título                    | Club             | País | Año  |
| ------------------------- | ---------------- | ---- | ---- |
| Primera División del Perú | Sporting Cristal | Perú | 2005 |
| Segunda División del Perú | Total Clean      | Perú | 2008 |
| Copa Perú                 | Real Garcilaso   | Perú | 2011 |